# Cykelsportsdiscipliner
Alfabetisk liste over cykelsportsdiscipliner:
- All-terrain
- Banecykling
- BMX-freestyle
- BMX-race
- Cross
- Dirtjump
- Downhill
- Duatlon – også løb
- Endagsløb
- Enkeltstart
- Etapeløb
- Freeride
- Gadeløb
- Holdløb
- Landevejsløb
- Motionsløb
- Mountainbike
- Pointløb
- Seksdagesløb
- Spinning
- Sprint
- Stjerneløb
- Timerekord
- Trial
- Triatlon – også svømning og løb